# KkStB 95 sorozat
A kkStB 194 sorozat egy  szertartályosgőzmozdony-sorozat volt a cs. kir. osztrák Államvasutaknál (k.k. Staatsbahnen, kkStB), amely mozdonyok eredetileg a Lemberg-Czernowitz-Jassy Eisenbahntól (LCJE) és a Galizische Carl Ludwig-Bahntól (CLB) származtak.

## KkStB 9501–9503
A Lemberg-Czernowitz-Jassy-Eisenbahn 1865–ben vásárolta ezt a négy db háromcsatlós gőzmpozdonyt, melyeket a IIIa sorozatba osztottak be, és a 101-104 pályaszámokat adták nekik. A mozdonyok közül 2-2 db-ot szállított a  Manning, Wardle & Co Ltd, Boyne Engine Works; Leeds és a Worcester Engine Co; Worcester. A 103 és 104 pályaszámú mozdonyt 1874-ben eladták az Erzherzog Albrecht-Bahn-nak (EAB). A 104-es mozdony 1880-ban az államosítással a kkStB-hez került  95.01 pályaszámon. A maradék két LCJE mozdony 1889-ben került a kkStB-hez, ahol 95.02 és 95.03 pályaszámokat kaptak.

## KkStB 95.11–12
A Galizische Carl Ludwig-Bahn 1884-ben vásárolta StEG mozdonygyárától ezt a két háromcsatlós mozdonyt melyeket az V sorozat 201-202 pályaszámaival számozott be. A CLB 1892-es államosítása után a kkStB a mozdonyoknak a 95.11-12 pályaszámokat adta.
Egyik mozdony sem érte meg az első világháború végét.

## Fordítás
Ez a szócikk részben vagy egészben  a   kkStB 95 című német Wikipédia-szócikk fordításán alapul.  Az eredeti cikk szerkesztőit annak laptörténete sorolja fel. Ez a jelzés csupán a megfogalmazás eredetét és a szerzői jogokat jelzi, nem szolgál a cikkben szereplő információk forrásmegjelöléseként.